# 磁位
磁位（じい、英: magnetic potential）とは、静磁場上にある点から強さ1の磁荷が無限遠点にまで移動する際に、磁場が磁荷にする仕事のことである。静電場の電位において電位を定めたのと同様に定められる。
磁場が磁荷にした仕事の大きさを{\displaystyle W}とすると、磁位は{\displaystyle -\mathrm {grad} W}と表せる。単位としてはアンペア（A）を用いる。
磁界は環状になるので、電位のような物理的意味は持たず、磁気回路を考えるために便宜上導入するものである。